# Freeza
Freeza (フリーザ, Furīza) é um personagem fictício da série de mangá Dragon Ball, criado por Akira Toriyama. Ele fez sua estréia no Capítulo # 247:  Namekusei, Frio e Nublado (An'un Uzumaku Namekkusei), publicado pela primeira vez na revista Weekly Shōnen Jump em 6 de novembro de 1989, como um temido tirano alienígena conhecido como "o ser mais poderoso do universo".
Apesar de não aparecer até à segunda metade do mangá, Freeza é amplamente considerado o antagonista mais icônico da série devido a servir efetivamente como o catalisador de muitos dos eventos descritos na história, como a chegada de Goku na Terra, os Saiyajins terem aterrissado na Terra e, posteriormente, os personagens principais irem para o planeta Namekusei. Ele também é diretamente responsável pelo assassinato de Bardock, pelo genocídio da raça Saiyajin e pela segunda morte de Kuririn, o que o torna o inimigo mais pessoal e significativo de Goku.

## Criação e concepção
Freeza, um ditador alienígena que forçosamente assume planetas para revendê-los, foi criado no período da bolha econômica japonesa e inspirado em imobiliários especuladores, a quem Toriyama teria chamado de "o pior tipo de pessoas." Toriyama não se sentia atraído com seus personagens vilões, embora admitisse que Freeza estava perto disso. Por isso, ele prestou atenção especial à forma como Freeza se comportava. A maioria dos vilões tipicamente fala rudemente, por causa disso, Freeza ganhou um aspecto mais educado em contraste com sua inquietante crueldade. O nome do personagem é um trocadilho do aparelho freezer e por isso, os membros das Forças Especiais Ginyu foram nomeados como itens que normalmente seriam colocados em um refrigerador. A edição # 2 dos Shenlong Times, mostrou num folheto de bônus a alguns compradores do Daizenshuu 2: Story Guide que Freeza foi criado após a saída do editor de Toriyama na época, Yū Kondō.
Freeza possui seis formas de transformação, cada uma sendo muito diferente e mais poderosa do que a anterior. Está implícito que sua quarta forma é realmente a sua básica, com as outras três sendo transformações que suprimem seu poder para conservá-lo. Toriyama revelou que ele não pensava em fazer Freeza se transformar até metade da Saga. Ele disse que tinha o hábito de tornar os seus personagens gradualmente complexos, até finalmente torná-los mais elegantes, pois achava ruim desenhá-los, se sua aparência fosse mais assustadora. O autor confirmou que essa é a razão pela qual a terceira e mais horrível forma de Freeza só foi mostrada por um curto período de tempo, e brincou sobre as outras três transformações.

## História

### Passado
Freeza é o grande imperador do Universo. Filho do Rei Cold, no passado se aliou aos Saiyajins, que tinham derrotado os Tsufurujins e tomado conta do Planeta Vegeta (antes chamado de Plant), em suas conquistas pelo universo. Após um início próspero, tal aliança começou a ruir quando Freeza ficou sabendo da lenda do Super Saiyajin. Freeza então tratou de exterminar os saiyajins. Primeiro matou seu soberano, o Rei Vegeta em uma pequena revolta em sua própria nave, e depois após uma breve luta, matou Bardock que ao receber um dom de videncia, se dirigiu a nave de Freeza, atacando a todos os soldados. Irritado, Freeza  sai da nave e com uma imensa bola de energia "mata" Bardock (na verdade é revelado em um OVA de 2011, que ele voltou para o passado, e ele é o lendário Super Sayajin.), seus Soldados e o Planeta Vegeta. Dos saiyajins, apenas sobreviveram ao massacre o príncipe Vegeta, seu tutor Nappa, Paragus e seu filho Broly, Raditz e Kakarotto, os dois últimos filhos de Bardock. Levando ainda em consideração os filmes, também sobreviveram Turles, Broly (a versão dos filmes de Dragon Ball Z) Paragus e Tarble. Vegeta, Raditz e Nappa passam a trabalhar para Freeza, enquanto que Kakarotto vai para a Terra,
onde cresce sob os cuidados do velho Son Gohan e ganha o nome de Son Goku.

### Namekusei
O Imperador Freeza fica sabendo da existência das Esferas do Dragão e parte para o Planeta Namekusei, o lar de origem de Piccolo e Kami Sama. Ele, tal como Vegeta, objetiva a vida e juventude eterna. Em sua procura pelas esferas ele e seus soldados matam grande parte da população Namekuseijin. Enquanto isso chegam ao planeta Namekusei Bulma, Kuririn e Gohan, vindos na nave de Kami Sama, objetivando reunir as esferas de Namekusei para ressuscitar seus companheiros mortos na luta contra Vegeta e Nappa. E como não poderia deixar de ser, Vegeta também veio ao planeta, após se recuperar no Planeta Freeza Nº79. Kiwi é morto facilmente por Vegeta, e enquanto Freeza e suas tropas atacavam uma aldeia de Namekusei, Gohan intervêm e salva Dende. Dodoria o persegue, mas ele se encontra com Vegeta e é derrotado. Pouco antes de morrer, Dodoria conta a Vegeta que não foi um cometa que destruiu o Planeta Vegeta e sim Freeza. Depois de Dodoria, Zarbon luta com Vegeta e o  vence facilmente, após se transformar. Porém, Freeza pede para que Zarbon trouxesse o corpo de Vegeta à nave, temendo que ele possuísse uma Dragon Ball.
No entanto, Vegeta consegue escapar e danifica a Nave de Freeza, impedindo que ele e seus homens deixassem o Planeta. Com sua regeneração Saiyajin que permite que ele fique mais poderoso, após se recuperar de sua quase-morte, Vegeta aniquila Zarbon em sua segunda batalha. Após a morte de seu braço direito, Freeza chama as Forças Especiais Ginyu, que lhe trazem novos scouters. Após quase vencerem Gohan, Kuririn e Vegeta, eis que Goku chega em Namekusei e a Tropa de Ginyu é derrotada, tendo seus membros derrotados um a um por Goku e mortos por Vegeta. Enquanto isso, Freeza chega até o Patriarca de Namekusei, tentando descobrir, sem sucesso, o código secreto para utilizar as Esferas do Dragão. Nessa hora, surge Nail que se encarrega de atrasá-lo. Dende ensina o segredo para Gohan e Kuririn. Em seguida, surge Porunga, o deus dragão namekuseijin equivalente à Shenlong.

### Luta contra os guerreiros Z
Graças a Porunga, Piccolo é ressuscitado e enviado para Namekusei, aonde se funde com Nail. Vegeta, por sua vez, força Dende para que Porunga lhe conceda a vida eterna, por que achava que só assim seria possível vencer Freeza. Mas seu desejo não é realizado devido à morte do patriarca de Namekusei. Nessa hora, surge Freeza, furioso e disposto a matar os Guerreiros Z. No entanto, ele se surpreende com Vegeta que aumentou muitos seus poderes desde que chegou à Namekusei. Vegeta também é ajudado por Gohan e Kuririn que aumentaram seus poderes graças ao Patriarca. Apesar disso, Freeza ainda poderia derrotá-los na primeira forma, mas, então resolve assustar os Guerreiros. O tirano mostra sua primeira transformação, aumentando enormemente seus poderes e deixa todos assombrados. Enquanto isso, Goku está em uma sala de recuperação na nave de Freeza, já que ficou muito ferido após a luta contra as Forças Ginyu.
Kuririn quase morre após levar uma chifrada de Freeza, mas é salvo pelos poderes de cura de Dende. Gohan se enfurece e ataca Freeza, após seus poderes aumentarem rapidamente por causa da raiva, mas depois, é facilmente derrotado. Vegeta, por sua vez, fica paralisado de medo e não ataca Freeza, quando eis que surge Piccolo e decide lutar sozinho contra o vilão. Piccolo, com seus novos poderes consegue lutar de igual para igual contra Freeza. Mas, quando Freeza passa para sua terceira forma, Piccolo acaba derrotado. Dende também cura seus ferimentos. Vegeta, diante da imensa força de Freeza, pede para que Kuririn o ataque de forma que o deixe a beira da morte para que depois Dende o curasse. Dessa forma, Vegeta consegue um imenso poder. De início, Dende fica relutante em curar Vegeta, mas no fim acaba aceitando. Querendo assustar ainda mais os Guerreiros, Freeza, passa para sua quarta e última forma. Ao ver que Dende curava seus inimigos, ele o mata primeiro.
Vegeta, por sua vez, pensa que se transformou no Super Saiyajin, o lendário guerreiro que Freeza tanto teme. Porém, Freeza o humilha de tal forma, que faz com que o orgulhoso príncipe dos Saiyajins derrubasse suas primeiras lágrimas de pavor e desespero. Nesse mesmo momento, Goku chega ao campo de batalha. Com um raio disparado de seu dedo, Freeza enfim mata Vegeta, que já agonizante, pede para Goku vingar a morte dos Saiyajins. A luta entre Freeza e Goku tem início. No começo, a batalha parecia equilibrada, mas isto muda, quando Freeza revela a metade do seu poder, superando e espancando Goku. Quando o herói está prestes a perder, uma força de vontade extra permite-lhe utilizar o Kaioken aumentado 20 vezes. Goku utiliza o Kamehameha, combinado com o Kaioken, mas tal golpe, revela-se inútil para Freeza. Sem alternativas, Goku decide usar o seu golpe mais poderoso: a Genki Dama. Freeza percebe o golpe e tenta matar Goku, quando é impedido por Piccolo e os outros. Goku aproveita a chance e atinge Freeza com a Genki Dama. Quando a batalha parece acabar, Freeza reaparece, para a surpresa de todos. Irritado, ele fere Piccolo e ainda mata Kuririn. A morte de Kuririn, empurra a raiva de Goku a um nível insuportável. Goku se transforma no lendário Super Saiyajin, o guerreiro lendário que surgiria de mil em mil anos.
A partir daí, a luta toma outro rumo. Goku começa a espancar Freeza que se surpreende com o seu poder e o reconhece como o Super Saiyajin. Pela primeira vez, o nobre Imperador Freeza se sente humilhado e para não suportar a vergonha da derrota, lança um ataque sobre o núcleo de Namekusei, que começa a entrar em destruição e explodirá em cinco minutos. Além disso, Freeza resolve usar todo o seu poder e afirma que mesmo que Goku o vença, ele não sobreviverá, por causa da destruição de Namekusei. Uma super batalha então, tem início, com Goku e Freeza lutando de igual para igual. No meio da batalha, o Sr. Kaiô cria um plano e assim, todos os mortos por Freeza e seus homens são ressuscitados em Namekusei e transportados para a Terra, graças às Esferas do Dragão dos dois planetas, com exceção de Goku e Freeza. Goku resolveu ficar porque queria utilizar todos os seus poderes e ver até onde chegava a força de Freeza.
A última batalha tem início. Freeza percebe que mesmo usando o 100% do seu poder máximo, não venceria Goku pois, além do Super Saiyajin ser mais poderoso, o vilão estava gastando a sua energia e se enfraquecendo aos poucos. Porém, Goku decide desistir da luta e parte para sua nave, desprezando completamente Freeza. Em desespero, Freeza não pretende desistir e lança seu último golpe: um tipo de serra de energia (esfera da morte), que tem o poder de cortar qualquer coisa. Mas, mesmo assim não consegue atingir Goku e este, se mostra decepcionado com a última técnica de Freeza. Goku se desvia facilmente de todos os ataques até que um deles vem por trás de Freeza e o corta ao meio. Freeza é praticamente derrotado e fica a beira da morte, mas Goku em um gesto de bondade, dá um pouco de energia para ele. Goku então, tenta voltar para a nave de Freeza, já que a sua estava muito longe, mas Freeza ainda ri da cara do herói, dizendo que Vegeta a tinha danificado, mas Goku o ignora. Por fim, Freeza tenta atacar Goku por trás, quando ele se enfurece e lança um Super Kamehameha que supostamente destrói o vilão. Mais tarde, é revelado que Goku sobreviveu à destruição de Namekusei, saindo em uma das naves das Forças Especiais Ginyu.

### O grande trauma
A luta em Namekusei lhe custou muito. Freeza já possuía um grande ódio pelos Saiyajins e um temor com relação ao surgimento do lendário Super Saiyajin. Na luta com Goku, Freeza passou por uma imensa humilhação, pois descobriu que não era o mais forte do universo e que para piorar as coisas, quem o superava era um saiyajin, e mais do que isso, o Super Saiyajin. Na Grande Batalha, Freeza perdeu toda a metade inferior e o lado esquerdo de seu corpo até a cintura, junto com seu orgulho. A decepção era grande demais, Freeza já não poderia suportar um ódio tão grande pelos saiyajins. Quando foi salvo pelo seu pai e teve seu corpo reconstruído via implantes robóticos, Freeza apresentava bruscas mudanças de comportamento, mostrando-se extremamente vingativo. Seu sorriso passou a significar uma sede de vingança e sangue. Só pensava em matar Goku, junto com todos os saiyajins e terráqueos. Antes de ir para a Terra, Freeza tinha certas alucinações, relembrando a luta que custou parte de seu corpo e vendo Goku por toda parte. Quando lembrava de Goku, ele estremecia, suava frio, ficava paralisado e apavorado. Esqueceu de vender planetas e aumentar sua riqueza; passou a viver com um único propósito: eliminar Son Goku.

### Vinda à Terra e primeira morte
Após a batalha violenta em Namekusei, onde acabou derrotado por Son Goku e tendo mais da metade de seu corpo mutilado nesta derrota, Freeza foi encontrado agonizando, em meio aos restos de Namekusei, pelo cruzador imperial de seu pai, o Rei Cold. Resgatado, foi reanimado e recebeu implantes mecatrônicos diversos. Com sede de sangue, ele veio ao planeta Terra para destruí-lo junto com toda a humanidade para humilhar Goku. Mas seu plano malvado falhou, pois ele foi impedido por Trunks, um jovem vindo do futuro que também era um Super Saiyajin como Goku. Primeiro, Trunks acaba facilmente com todos os homens que Freeza havia levado. Depois, ele parte Freeza ao meio com sua espada e o retalha, exterminando-o de forma definitiva. Trunks também aniquila o Rei Cold, destruindo o cruzador deles logo em seguida. No futuro de Trunks, quem derrota Freeza e Cold é o próprio Goku, mas logo depois o mesmo morre no futuro com uma doença no coração. As células de Freeza e seu pai ainda seriam utilizadas pelo Doutor Maki Gero em sua experiência na qual deu origem à Cell. De Freeza, Cell herdou a capacidade de sobreviver sozinho no espaço e a resistência a danos intensos, além de alguns poderes como o raio mortal.

### Ressurreição e recomeço da busca por vingança
Após a morte de Freeza, seu espírito foi mantido preso no inferno da Terra, onde foi torturado, sendo forçado a suportar excessivamente anjos e revivendo as memórias de suas derrotas nas mãos de Goku e Trunks. No entanto, vários anos após a morte de Freeza, dois de seus homens, Sorbet e Tagoma, coletaram todas as Esferas do Dragão com a ajuda da Gangue de Pilaf e ressuscitaram-no. Eles retornam para sua nave e usam sua avançada tecnologia médica para restaurá-lo em sua forma original. Freeza imediatamente jura vingança contra os Super Saiyajins, e assassina Tagoma quando ele sugere simplesmente para voltar a governar seu império. Após quatro meses de treinamento intensivo, Freeza alcança uma nova forma o "Golden Freeza" e parte para a Terra com seu exército. Na Terra, os Guerreiros Z combatem Freeza. Enquanto isso, Goku e Vegeta, estão em uma sessão de treinamento com os deuses Whis e Bills. Depois que o exército é derrotado, Freeza executa todos eles por sua incompetência quando Goku, Vegeta, Bills e Whis aparecem. Goku e Vegeta revelam suas novas formas como Super Saiyajins Deuses e a batalha contra Freeza começa. Embora a forma dourada de Freeza seja mais forte que Goku, a resistência dele ainda não conseguia suportar uma luta prolongada com esta forma, e ele é eventualmente espancado por Vegeta. Freeza destrói a Terra em retaliação por sua derrota, matando Vegeta enquanto ele sobrevive, mas Whis volta no tempo e permite à Goku matar Freeza mais uma vez. Freeza retorna ao Inferno, onde  mais uma vez encontra os anjos, para sua consternação.

### Participação no Torneio do Poder
Durante os eventos que antecedem o Torneio do Poder, Freeza se torna o 10º membro do Universo 7, assumindo o lugar de Majin Boo, uma vez que ele fica impossibilitado para lutar, já que Boo caiu em sono profundo. Goku visita Freeza no Inferno e pede-lhe que se junte ao resto do Universo 7 no torneio. Freeza concorda depois que Goku promete revivê-lo com as esferas do dragão após o Torneio. Enquanto isso, o Universo 4 descobre que Freeza voltou e contrata assassinos para matá-lo. Freeza ressuscitou por 24 horas através da Vovó Uranai. Goku encontra-se com Freeza, mas antes de poder se encontrar com os outros, eles são impedidos por um grupo de assassinos que estão querendo matá-los. Freeza mata a maioria dos assassinos, antes de atrapalhar Goku em um ataque de energia. Freeza toma um comunicador que um dos assassinos tinha e fala com os líderes do Universo 9. Ele tenta negociar um acordo para lutar pelo Universo 9, mas é interrompido quando Bills e Whis aparecem, e Freeza rapidamente destrói o comunicador. Bills acredita que Freeza está planejando algo, mas Goku garante por ele que não e os dois retornam para encontrar o resto de sua equipe.

No episódio final da série, após a vitória do Universo 7 no Torneio do Poder e o desejo feito pelo Androide nº 17que ressuscitasse todos os universos que foram apagados como o vencedor do torneio, Whis revive Freeza como uma recompensa do Bills pelo trabalho bem feito no torneio e estando diante dos remanescentes do seu exercito em sua nova nave em cima de um planeta desconhecido, ele declara seu retorno como o Imperador do Universo 7 novamente.

### Dragon Ball Super: Broly
Durante os eventos do filme Dragon Ball Super: Broly, Freeza começa a reconstruir seu império enquanto decide usar as Dragon Balls da Terra, para assim realizar seu desejo de aumentar sua altura em cinco centímetros. Freeza recruta Broly e Paragus que o acompanham à Terra para encontrarem a última Dragon Ball, percebendo o potencial do primeiro. Isso inspira Freeza a matar Paragus para forçar a transformação de Broly em um Super Saiyajin, apenas para ser pego pela fúria de Broly depois que o último rapidamente derrotou Goku. Mas Freeza é salvo no último segundo por Gogeta, que frustra sua tentativa de matar seus ex-subordinados Chirai e Lemo quando eles usaram as Esferas do Dragão para salvar a vida de Broly com Freeza recuando enquanto prometia vingança.

## Soldados de Freeza

### Soldados Inferiores
Freeza possui um imenso batalhão de soldados, que na sua maioria apenas tem habilidades sobre humanas e servem para executar pequenos trabalhos como dominar planetas e servir de guarda, como é caso dos soldados Namole, Banan, Raspberry, Sui e Orlen.

### Kiwi
É um dos soldados da elite de Freeza, suas habilidades estão acima dos demais soldados sendo assim um dos melhores capangas a serviço do imperador do universo. Kiwi sempre foi rival de Vegeta por possuírem o mesmo nível de poderes, mas durante o confronto entre os dois em Namekusei, Kiwi não foi páreo para Vegeta que tinha aumentado seus poderes, e foi facilmente derrotado pelo Saiyajin. Kiwi é bastante arrogante e facilmente subestima seus inimigos, mas também tem um lado covarde quando confrontado por um adversário mais forte do que ele.

### Apur
Outro dos melhores soldados de Freeza, Apur se destaca não apenas pelo seu poder de luta, mas também por sua grande inteligência. Foi morto por Vegeta quando o saiyajin escapou de uma das cápsulas de recuperação da nave de Freeza.

### Dodoria
O braço esquerdo de Freeza e um de seus homens de maior confiança. Dodoria tem um comportamento  bastante ousado e vulgar em nítido contraste com a atitude mais refinada vista em seu companheiro Zarbon, mas  apesar de sua atitude e aparência medonha ele possui um grande poder. Ele é inteligente, mas muitas vezes deixa sua raiva obter o melhor dele. É um dos generais de Freeza e está acima de todo o exército perdendo apenas para seu companheiro Zarbon e para os guerreiros das Forças Especiais Ginyu.

### Zarbon
É um guerreiro de alta classe, muito elegante, sendo um dos melhores soldados de Freeza e também seu braço direito, é um de seus homens de maior confiança. Zarbon é um guerreiro de elite que valoriza a beleza e sua aparência física acima de tudo, mas por detrás de sua aparência frágil e refinada ele esconde um poder gigantesco. Possui a habilidade de se transformar, mas como ele se considera o “Amante da Beleza”, não gosta de utilizar sua transformação devido ao fato de que quando se transforma ele se converte em um terrível monstro de aparência desagradável. Ao se transformar seus poderes aumentam infinitamente mais, prova disso é que humilhou e derrotou facilmente Vegeta que havia aumentado seus poderes e antes derrotado seus companheiros Kiwi, Apur e Dodoria.

### Gurdo
Ele é o membro menor e menos poderoso das Forças Especiais Ginyu, fisicamente. Gurdo possui algumas habilidades psíquicas, incluindo ser capaz de parar o tempo durante o tempo que ele pode manter seu fôlego, este parece ser um dos principais motivos para que tenha se tornando um dos membros das Forças Ginyu. Ele parece ter um complexo de inferioridade, sendo o membro mais fraco, e se torna covarde e desesperado quando as coisas não seguem o curso esperado por ele, as vezes recorre a movimentos e táticas que a muito não tinha utilizado.

### Rikum
Ele é o membro mais extravagante das Forças Especiais Ginyu, é sempre visto fazendo poses em batalha e se comportando de maneira enganosa e pateta, não dando a perceber em  primeira vista seu grande poder. Ele é muito próximo de seus companheiros especialmente de Gurdo, que constantemente torce por ele em batalha e fica chocado com a sua morte. Apesar de agir de forma infantil Rikum é bastante inteligente, bem como sádico, ele gosta muito de brincar com seus adversários atraindo-os com insultos.

### Boter
Boter é o mais rápido membro das Forças Especiais Ginyu, e também o mais alto. Apelidado de “Furação Azul”, muitas vezes realiza ataques combinados com seu companheiro mais próximo Jess, como o furação “Ataque dos Cometas”.

### Jess
É um extravagante e vistoso membro das Forças Especiais Ginyu, Jess é de altura média em relação aos outros membros das Forças Ginyu. Apelidado de “Magma Vermelho”, muitas vezes realiza ataques e poses combinados com seu companheiro Boter.

### Capitão Ginyu
Também conhecido como “Comandante Ginyu”, é membro e líder do pelotão de elite mercenário, Forças Especiais Ginyu. Capitão Ginyu é muito leal a seus homens e a Freeza, e segue qualquer ordem que este lhe dá. No entanto, ele também pode ser bastante duro com sua equipe em uma missão, como mostrado quando ele repreendeu Jess duramente por deixar Boter e Rikum perderem para Goku, e fugir da luta. Ele gosta de justiça em suas batalhas, é também um dos mais poderosos soldados a serviço de Freeza.

## Transformações

### Primeira Forma
Em sua primeira forma, Freeza é um ser humanoide relativamente curto, embora com um grande crânio em forma de castanha com dois chifres que se projetam em ângulos perto de 45 graus. Ele também tem uma cauda com um fim cravado, que é relativamente espessa de largura, capaz de rachar o chão quando bater, bem como tendo três dedos. Freeza tem secções roxas na cabeça, ombros e abdômen e a cor-de-rosa em linhas aparecendo em seus braços, pernas e rosto, bem como sua pele lilás no rosto, pés e mãos. Ele veste pulseiras com cor marrom com linhas na parte da frente. Possui olhos vermelhos e os lábios escuros. Usa a mesma armadura de corpo superior e um short, assim como muitos dos seus subordinados (incluindo os Saiyajins). Durante a viagem, ele muitas vezes dá a aparência de fraqueza por exclusivamente usar um veículo espacial como transporte, deixando seus capangas para fazer o seu "trabalho sujo". Nesta forma, Freeza parece ser muito pequeno em altura, o que é mostrado sendo verdade nas raras ocasiões em que ele sai de seu veículo. Embora frágil em comparação com suas formas sucessivas, Freeza ainda possui força suficiente para destruir planetas.
Depois que é ressuscitado em Dragon Ball Z: O renascimento de F e Dragon Ball Super, Freeza treina bastante por quatro meses para liberar todas as suas habilidades ocultas (sendo essa a primeira vez que ele treina) e havia alcançado níveis muito mais altos ainda na primeira forma, sendo capaz de colocar Gohan em risco de morte, ao golpear seu coração com apenas um único golpe. 

### Segunda Forma
Sua segunda forma é de aparência semelhante à primeira, porém muito maior, tanto em altura quanto em massa muscular, o que pode ser visto claramente nas suas áreas do peito e do estômago. Freeza afirma ter, no mínimo, o dobro de seu poder neste estado. Também crescem chifres mais longos, que agora em vez de irem para os lados salientes de seu crânio, eles tem uma curva acentuada para cima, em ângulos retos. Sua armadura não pode conter sua forma e se quebra, deixando-o com uma nova armadura natural, branca, cobrindo o peito e ombros. Ele tem seções roxas em seus ombros e abdômen, e gomos de laranja em seus antebraços e canelas. Nesta forma, ele lembra um pouco o seu pai, Rei Cold. 

### Terceira Forma
A terceira forma de Freeza é a mais brutal, com um crânio extremamente alongado. Suas características faciais contorcem e mudam, com o nariz fundido em sua boca para formar um bico. Seus chifres originais recuam e agora estão na cor branca, irrompendo em pares ao longo do comprimento da cabeça. Dois pares de picos crescem fora de suas costas e curvam para cima um pouco, e a armadura em seus ombros arremessa-se para fora como ombreiras. Freeza afirmou que ninguém nunca tinha visto essa forma antes (o que nos leva a crer que Freeza, mesmo apenas em sua segunda forma, tinha sido mais do que suficiente para pisar sobre qualquer lutador que ele tinha vindo do outro lado do universo). 

### Quarta Forma: Verdadeira
Esta é, sem dúvida, a forma mais reconhecível de Freeza. Drasticamente diferente de suas transformações anteriores, em sua forma final, Freeza regride de vez, com o seu antigo formulário de rachaduras, quebrando como uma concha, tornando-se um curto "lagarto", com seus chifres e picos desaparecendo e seu físico se tornando simplificado. Sua pele torna-se pura, sólida e branca com secções roxas na cabeça, ombros, braços, abdômen e pernas. Seus braços, pernas, rosto e cauda não são mais rosas junto com sua pele lilás no rosto, pescoço, mãos e pés. Todas as lesões tomadas em outras formas são curadas.
Esta é a forma que lhe permite atingir o seu pleno potencial e é também a forma original pela qual Freeza nasceu, sendo portanto sua "verdadeira" forma. Na verdade, de acordo com ele, os únicos que já lhe fizeram sentir dor em sua forma verdadeira foram Goku e "seus pais amorosos". Existe semelhanças entre esta forma com a primeira, podendo-se sugerir que, se necessário, Freeza poderia regredir à sua primeira forma diretamente, como um meio de suprimir o seu poder enorme. Quando lutou com Goku pela primeira vez, Freeza usou a metade do seu poder de luta até que seu adversário se transformou em Super Sayajin e o obrigou a usar o 100% de seu poder máximo. No entanto, o seu corpo, que era pouco acostumado a usar toda a sua energia, acabou sofrendo hipertrofia por expandir sua massa muscular para poder usar todo o seu poder máximo. Isso é um problema, pois interfere na resistência do lutador e acaba fazendo com que ele fique esgotado e sem energia, conforme fique nesta forma por muito tempo. Outros guerreiros como Trunks do Futuro e Cell já cometeram esses erros, mas no caso destes, eles ficaram mais lentos em velocidade.
Depois que Freeza é ressuscitado pelas Esferas do Dragão da Terra nos eventos ocorridos em Dragon Ball Z: O Renascimento de Freeza, o vilão aumenta em muito seu poder já não precisando mais ampliar e aumentar sua massa muscular, a fim de usar todo o seu poder máximo, com todos os efeitos negativos que ele tinha quando usava essa quantidade de poder, desaparecendo. Após refinar sua nova força, Freeza é capaz de acessar a sua forma final imediatamente com o máximo de todo o seu poder a partir de sua primeira forma sem precisar se transformar e passar por sua segunda e terceira forma. Ele ganhou essas habilidades em algum momento durante o seu treinamento de quatro meses. O poder máximo de sua quarta forma aumentou de tal maneira que chegou a ultrapassar os poderes mostrados de seres como Cell e Majin Boo.

### Mecha Freeza
Mecha Freeza (メカフリーザ) é Freeza reconstruído com melhorias cibernéticas por cientistas sob a ordem do Rei Cold após resgatarem o que restou dele ainda vivo, depois de ser arruinado fisicamente, enquanto pego na explosão do Planeta Namekusei depois de sua derrota. Toda a metade inferior do seu corpo e do lado direito de seu rosto foi substituída por cicatrizes e apetrechos de metal que cobrem o pouco que restava de sua parte orgânica. Essas melhorias permitiram-lhe ultrapassar os limites impostos pela sua forma totalmente orgânica, embora por quanto ou de que forma é desconhecida. No mangá original, Gohan mencionou que ele não estava nem perto do poder que ele mostrou contra Goku e que ainda faltava muito para ele chegar ao seu limite.

### Forma Dourada
Esta forma é um estado alcançado por Freeza no final do seu treinamento de quatro meses depois que foi ressuscitado em Dragon Ball Z: O Renascimento de Freeza após este ter conseguido liberar todo o seu verdadeiro poder latente e trazer para fora todo o seu potencial. Neste estado, Freeza é referido como Freeza Dourado (ゴ ー ル デ ン フ リ ー ザ, Gōruden Furīza) ou 5ª forma. Nesta forma, o poder de Freeza é capaz de dominar Goku em sua Super Saiyajin Azul com relativa facilidade. Esta forma, no entanto, drena sua energia muito (como quando ele usou 100% de seu poder em sua quarta forma) devido a ele não treinar o bastante para se acostumar com a nova forma, e assim, também é inadequada para um combate prolongado, com ele logo se vendo incapaz de competir com Goku e Vegeta.
Devido o seu treinamento de quatro meses e o ganho desta forma nova, Freeza ultrapassou os poderes de Cell, Majin Boo (todas as suas fases), Gogeta SSJ4 e de todos os vilões dos especiais de Dragon Ball Z (com exceção de deuses como Bills e Whis) e todos os vilões de Dragon Ball GT (apesar da série não ser canônica). Com isso, ele é atualmente um dos vilões mais poderosos de todo universo de Dragon Ball, superando Super Boo (com Gohan Místico, Goten, Trunks e Piccolo absorvidos), Super Janemba, Hildergarn, Baby Oozaru, Super 17 e todos os Shenlongs Malignos sem exceção.

### Freeza Negro
Esta é uma forma alcançada por Freeza somente no mangá, precisamente em: ''Dragon Ball Super: Granolah the Survivor Saga''. Durante sua busca para conquistar o maior número de planetas possíveis, Freeza acabou encontrando uma “Sala do Tempo” , também conhecida como Câmara do Tempo Hiperbólica. Nesta sala que é separada do universo principal, Freeza treinou por cerca de dez anos no total, permitindo-lhe superar a força de Goku e Vegeta e de suas respectivas formas. Nesta forma, a coloração branca se mantém no torso e numa pequena região abaixo dos olhos, enquanto o resto do corpo escurece.

## Parentes de Freeza Desconhecidos

### Kuriza, Filho de Freeza
Freeza também tem um filho que se chama Kuriza, ele é citado no mangá Neko Majin e no game Japonês Dragon Ball Heroes, sua aparição acontece em dois episódios da série do mangá. Não se sabe muito a respeito de Kuriza, mas o seu nome é uma mistura de Freeza (Seu pai) e castanha (por sua cabeça ter um formato igual a de uma castanha). Algumas de suas técnicas são Raio da morte e Bola da morte, ele também tem duas formas, a primeira é igual a primeira forma de Freeza, já a segunda é igual a ultima forma de Freeza. Por mais que ele tenha sido criado por Akira Toriyama, não é considerado cânone na história original de Dragon Ball.

### Chilled, Ancestral de Freeza
Chilled é um Ancestral de Freeza que aparece no especial: O Episódio de Bardock (lançado em 2011) e também no game Dragon Ball Heroes, é um pirata que viaja pela Galáxia conquistando planetas. Diferente de Freeza, possui apenas uma forma, visto que não se transformou ao lutar contra Bardock e acabou perdendo o combate. O nome ''Chilled'' assim como o da maioria dos seres de sua raça, é um trocadilho para baixas temperaturas. Significando algo como: ''Gelado'' na língua inglesa.

## Dublagem
Na versão original japonesa, Freeza foi dublado por Ryūsei Nakao e também em todas as outras mídias. No Brasil, Freeza foi dublado por Carlos Campanile em Dragon Ball Z, Dragon Ball GT e Dragon Ball Super e por Hamilton Ricardo em Dragon Ball Kai. Em Portugal, o personagem foi dobrado por Ricardo Spínola.

## Aparições em outras mídias
Em inúmeros episódios fillers do anime Dragon Ball Z e em Dragon Ball GT, Freeza fez inúmeras aparições, geralmente como alívio cômico, causando problemas no Inferno, tendo sido de alguma forma permitido a usar seu corpo, apesar de isso ser um erro dos produtores. Depois de morto, Freeza aparece no OVA O Plano para Erradicar os Saiyajins. No final da Saga de Cell, Freeza aparece no inferno onde junto com Cell, Cold e as Forças Ginyu, promovem uma revolta, mas são detidos facilmente por Paikuhan. Na saga de Boo, aparece no inferno assistindo a luta de Goku contra Boo, junto com outros vilões tais como Cell, Doutor Maki Gero, Cold, Babidi, as Forças Ginyu e outros e comicamente, esperando que Goku perdesse. No filme Dragon Ball Z: O Renascimento da Fusão - Goku e Vegeta!, Freeza é libertado do inferno devido ao distúrbio dimensional causado por Janemba. Ele vai a Terra para se vingar de Goku mas acaba sendo morto por Gohan. E em Dragon Ball GT, faz uma pequena aparição, onde, junto com Cell, luta contra o pequeno Goku no inferno. Ambos são facilmente derrotados.
Ele apareceu na maioria dos jogos da série Dragon Ball, quase sempre como o inimigo final de sua Saga. No jogo Dragon Ball Z: Budokai 2, Freeza é dominado por Babidi e se transforma em Majin Freeza.[carece de fontes?] Ademais, Freeza é um personagem jogável em Battle Stadium D.O.N e Jump Ultimate Stars.  A banda japonesa Maximum the Hormone criou, em homenagem a Freeza, a canção "「F」" em 9 de julho de 2008. A música, que fala sobre os atos maliciosos do personagem, se classificou em segundo lugar no ranking da Oricon. Ele também é citado na música "Goku" de Soulja Boy Tell 'Em. No mangá Black Cat, o personagem Sven Vollfied possui um adesivo de Freeza em seu celular. Uma caricatura de Freeza misturada com um Greys foi parodiada como um robô em um episódio de Abenobashi Mahou Shouten Gai. Em Yakitate!! Japan, no episódio Awaken!! Super Kuroyanagi!, o personagem Kyousuke Kawachii aparece como uma paródia de Freeza. Entretanto, seu torso era um freezer. No episódio "Operação: R.E.L.A.T.O. de KND - A Turma do Bairro, cada agente conta uma história diferente sobre a missão que realizaram. Na versão do Número 4 ele assume a forma de Super Saiyajin 3 e utiliza um golpe chamado Goma de Mascar para lutar contra a Molecada da Rua de Baixo que se transformaram em Freeza. Eles são derrotados mas vencem a batalha após assumirem a sua forma final. No mangá Neko Majin Z, paródia de Dragon Ball criada por Akira Toriyama, Freeza possui um filho chamado Kuriza que é o rival do protagonista Neko Majin.
Em 2003, Freeza apareceu no curta-metragem Kyutai Panic Adventure! (球体パニックアドベンチャー!, Kyūtai Panikku Adobenchā!, lit. Aventura da Orb do Pânico!). Ele ataca os estúdios da Fuji TV mas é detido por Goku, Monkey D. Luffy e Astro Boy. Em março de 2006, Freeza e Goku apareceram em um curta original no IQ Mirror Mistake 7 (ＩＱミラーまちがい７, Aikyū Mirā Machigai Nana), segmento do game show japonês IQ Supplement (IQサプリ, IQ Sapuri, or IQ Supli). No curta, Goku impede Freeza de usar as Esferas de Namekusei. Como parte do game show, os participantes deveriam encontrar sete erros nesse segmento.
O personagem Frigo do mangá espanhol Dragon Fall é uma paródia de Freeza.

## Recepção
Freeza vem recebendo críticas bastante positivas ao longo do tempo e poucas negativas. No Top 11 de Vilões de Animes realizado pelo site "That Guy With the Glasses", Freeza foi colocado em sexto lugar. O site comentou que a cada evolução ele se torna mais feio e assustador, com a exceção de sua última forma. Ele foi mencionado como um dos personagens mais amados pelo público em um artigo do site GamePro. Em 8 de dezembro de 1999, no jornal estadunidense The Ledger, Freeza estava listado como uma das razões que deixam Dragon Ball Z violento. Um escritor do jornal comentou: "Em um episódio recente, gotas de suor se formam na testa de um personagem chamado Vegeta quando ele é estrangulado e quase morto por um vilão chamado Freeza. Em outro eu me lembro de Freeza usando um de seus chifres para perfurar um cara chamado Kuririn." Em relação a sua aparência, Freeza já foi descrito como "um andrógeno prateado gigante que parece um cruzamento do Xenomorfo de Alien com o Senhor Frio de Batman." O GameSpot elogiou Freeza por ser o vilão em Dragon Ball Z que mais se compromete com o mau. O site também marcou "matar" como seus gostos e "morrer" como seus desgostos. Em uma pesquisa recente sobre quais personagens de animes as pessoas odiariam ter como um veterano de sua escola, Freeza ficou em 1º lugar na pesquisa masculina e 2º na pesquisa feminina. Enquanto revisava os episódios 79-81 de Dragon Ball Z, o Mania Entertainment comentou que "Assistir Freeza tentando inutilmente parar a enorme Genki Dama é espantosamente muito bom."
O canal AnimeCentral listou Freeza como o segundo melhor vilão de anime já criado comentando que "apesar de ser magro, frio, rosa e depois roxo, Freeza se mostra como o maior gangster do universo simplesmente ao torturar Vegeta". O mesmo canal ainda listou a luta de Freeza contra Goku como a melhor luta de anime de todos os tempos, comentando que "lutas não ficam mais épicas do que esta". Diversos itens de mercado como bonecos, pelúcias e fantasias foram feitos com a aparência de Freeza. Ele também já apareceu em capas de DVDs e estampado em latas de café vendidos pela empresa japonesa Pokka.